# Na-ui byeor-ege
Na-ui byeor-ege (나의 별에게?; lett. "Alla mia stella", nota anche con il titolo internazionale To My Star) è un drama coreano diretto da Hwang Da-seul, già regista della webserie Neo-ui siseon-i meomuneun gos-e, e scritto da Park Young.
Distribuita su Viki, iQiyi, Tencent Video, Apple TV+, Tubi e Tving, la serie è composta da due stagioni: la prima, trasmessa dal 22 gennaio al 5 febbraio 2021, e la seconda, dal 5 giugno al 3 luglio 2022.

## Trama

### Prima stagione
Dopo che la sua carriera ha preso una brutta piega per via di uno scandalo, la superstar Kang Seo-joon teme di aver toccato il fondo. Onde evitare ulteriori speculazioni da parte dei giornalisti, decide di mantenere un profilo basso e si nasconde nell'appartamento in affitto del suo agente. Qui si ritrova a convivere con il talentuoso chef Han Ji-woo, già incontrato fortuitamente nel ristorante dove lavora. A differenza di Seo-joon, un vero e proprio spirito libero, Ji-woo è un uomo dal carattere rigido e riservato.
Anche se quest'ultimo avrebbe preferito condurre vite separate, Seo-joon è determinato a fare amicizia con il suo coinquilino, apprezzando genuinamente la sua compagnia, tanto da candidarsi come aiuto cuoco al ristorante per poter trascorrere più tempo insieme. Mentre i due ormai colleghi si avvicinano sempre di più, Ji-woo potrebbe essere costretto ad ammettere che Seo-joon lo sta gradualmente conquistando.

### Seconda stagione
Un anno dopo, Seo-joon e Ji-woo si sono lasciati. Senza alcun preavviso, quest'ultimo ha improvvisamente fatto le valigie e ha abbandonato l'appartamento, lasciando solo una vaga nota come suo messaggio d'addio. Tale rottura lascia l'attore smarrito e devastato, senza non poche ripercussioni sulla sua carriera.
È passato un altro anno e Seo-joon, ancora tormentato dai pensieri del suo ex, fatica a mantenere la concentrazione sul set. Tuttavia, Pil-hyun, il CEO della sua agenzia, individua inaspettatamente Ji-woo, il quale si è trasferito a Dacham, il suo villaggio natale in campagna. Lì ha aperto un ristorante per iniziare una nuova vita.
Seo-joon si precipita verso il luogo indicato dal suo capo, pronto a chiarire i motivi riguardanti la separazione. La risposta di Ji-woo è fredda ed egli sembra non provare rimorso per le sue azioni. D'altra parte, la star non si arrende, e, ora che sa dove risiede il suo ex, continua a visitare il ristorante, guidando per ore tra una sessione di riprese e l'altra e stringendo amicizia con gli abitanti del villaggio. Grazie alla tenacia di Seo-joon, tra i due si riaccenderà di nuovo la scintilla, alimentata dai momenti condivisi.

## Personaggi

### Principali
- Kang Seo-joon, interpretato da Son Woo-hyun[5]
È un popolare attore dalla personalità affascinante e vivace, ma con un animo ribelle. Mentre si nasconde dall'attenzione dei media, sviluppa un vivo interesse per il suo nuovo coinquilino Ji-woo.
- Han Ji-woo, interpretato da Kim Kang-min[5]
È un umile chef dal carattere riservato che lavora nel ristorante di un amico. Sebbene abbia una brutta prima impressione di Seo-joon, verrà lentamente trascinato in un'avventura travolgente insieme a lui.

### Secondari

#### Prima stagione
- Kim Hyung-gi, interpretato da Go Jae-hyun[5]
È lo chef principale e proprietario del ristorante dove lavora Han Ji-woo. Scopre gradualmente di provare un indescrivibile attaccamento emotivo verso Ji-woo.
- Kim Pil-hyun, interpretato da Jeon Jae-young[5]
È l'amministratore delegato della TB Entertainment, l'agenzia di Kang Seo-joon, con il quale ha un rapporto di amicizia.
- Baek Ho-min, interpretato da Jin Kwon[5]
È il manager di Kang Seo-joon. È amato da chi lo circonda per il suo sorriso e la sua dolcezza.
- Lee Yoon-seul, interpretata da Han Ji-won[5]
È una giornalista ed è la compagna di Pil-hyun. Per avere una promozione, si ritrova a scavare nel caso di Seo-joon.

#### Seconda stagione
- Jung Sung-yoon, interpretata da Baek Song-ha[6]
È l'ex fidanzata di Ji-woo, con cui è stata per 5 anni durante gli anni del liceo. È a capo di un team di design di gioielli, ispirato dal modello Kang Seo-joon.
- Han Da-kyung, interpretata da Jang Hee-won[6]
È l'amica di Ji-woo e la madre di Yoo-ha. Per caso incontra Ji-woo a Seul, portandolo a tornare al villaggio di Dacham.
- Han Yoo-ha, interpretata da Lee Ji-yun[6]
È la figlia di Da-kyung. Nonostante sia ancora una studentessa delle elementari, è molto matura e responsabile.
- Lee Jae-won, interpretato da Kim Jae-won[6]
 È un collega attore di Seo-joon. Appare con lui nella serie Quando un gangster ama.
- Signor Lee, interpretato da Kim Kyeong-ryong[6]
È il capo villaggio di Dacham. Gioca un ruolo cruciale nell'aiutare Seo-joon durante il suo soggiorno nel villaggio.
- Nonna Kim, interpretata da Kim Mi-hyang[6]
È una nonna che vende cachi essiccati nel villaggio.

## Colonna sonora
In entrambe le stagioni, la colonna sonora è composta da una canzone di apertura e da alcune canzoni di accompagnamento.

### Prima stagione
1. Johnny – I'll Be There – 3:09 (testo: GSoul, BXN, Johnny, Byun Moo-hyuk, Lee Woo-min, Chancellor, Shaun Kim e Woo Hyun-hyun – musica: BXN, Byun Moo-hyuk, Woo Hyun-hyun e Shaun Kim)
2. Newkidd – I'll Be There (Korean Ver.) – 3:10 (testo: GSoul, BXN, Johnny, Byun Moo-hyuk, Lee Woo-min, Chancellor, Shaun Kim e Woo Hyun-hyun – musica: BXN, Byun Moo-hyuk, Woo Hyun-hyun e Shaun Kim)
3. Son Woo-hyun – To My Star – 3:32 (Son Woo-hyun, BXN, Byun Moo-hyuk e Shaun Kim)
4. Newkidd – I Want To Love You – 3:27 (testo: Hyuk Shin, Jeff Lewis, Jeong Yoon, Lee Ha-jin, BXN, Byun Moo-hyuk, Woo Hyun-hyun e Shaun Kim – musica: BXN, Byun Moo-hyuk, Woo Hyun-hyun e Shaun Kim)
5. NewKidd – Left Hand – 3:27 (testo: Hyuk Shin, Jeff Lewis, Jeong Yoon, Lee Ha-jin, BXN, Byun Moo-hyuk, Woo Hyun-hyun e Shaun Kim – musica: BXN, Byun Moo-hyuk, Woo Hyun-hyun e Shaun Kim)
6. Johnny – I'll Be There (Inst.) – 3:10 (musica: BXN, Byun Moo-hyuk, Woo Hyun-hyun e Shaun Kim)

### Seconda stagione
La canzone di apertura della seconda stagione è una versione strumentale al pianoforte di I'll Be There.
1. Kwak Jeong-Im – Winter Wind – 3:58 (testo: Kwak Jeong-Im e Leah Elise Miller – musica: Kwak Jeong-Im)
2. Son Woo-hyun e Kim Kang-min – Every Single Moment – 3:05 (Son Woo-hyun, Hong Bo-ra e Kwak Jeong-Im)
3. Jeon Sang-woo – All I Need is You – 3:11 (Hong Bo-ra e Kwak Jeong-Im)
4. Kim Da-eun – On A Starry Night – 3:05 (Son Woo-hyun e Kwak Jeong-Im)
5. Son Ye-chan – The Universe – 4:08 (Hong Bo-ra e Kwak Jeong-Im)
6. Young Ki – TA-DAH! – 3:39 (Son Woo-hyun, Hong Bo-ra e Kwak Jeong-Im)

## Episodi
| Stagione         | Episodi | Nº | Messa in onda   |
| ---------------- | ------- | -- | --------------- |
| Prima stagione   | 9       | 1  | 22 gennaio 2021 |
| Prima stagione   | 9       | 2  | 22 gennaio 2021 |
| Prima stagione   | 9       | 3  | 22 gennaio 2021 |
| Prima stagione   | 9       | 4  | 29 gennaio 2021 |
| Prima stagione   | 9       | 5  | 29 gennaio 2021 |
| Prima stagione   | 9       | 6  | 29 gennaio 2021 |
| Prima stagione   | 9       | 7  | 5 febbraio 2021 |
| Prima stagione   | 9       | 8  | 5 febbraio 2021 |
| Prima stagione   | 9       | 9  | 5 febbraio 2021 |
| Seconda stagione | 10      | 1  | 5 giugno 2022   |
| Seconda stagione | 10      | 2  | 5 giugno 2022   |
| Seconda stagione | 10      | 3  | 12 giugno 2022  |
| Seconda stagione | 10      | 4  | 12 giugno 2022  |
| Seconda stagione | 10      | 5  | 19 giugno 2022  |
| Seconda stagione | 10      | 6  | 19 giugno 2022  |
| Seconda stagione | 10      | 7  | 26 giugno 2022  |
| Seconda stagione | 10      | 8  | 26 giugno 2022  |
| Seconda stagione | 10      | 9  | 3 luglio 2022   |
| Seconda stagione | 10      | 10 | 3 luglio 2022   |

## Accoglienza
Il drama BL ha riscosso un enorme successo sia in patria che in molti paesi al di fuori della Corea. Il giorno del suo debutto, Na-ui byeor-ege ha raggiunto il primo posto nella classifica in tempo reale di Naver Series On in Corea e nella sezione TV giornaliera di Rakuten TV in Giappone, mostrando un'insolita popolarità rispetto a molti altri drama coreani. Inoltre, ha conquistato il primo posto su Weibo.
Grazie all'ampio riscontro a livello mondiale, una versione cinematografica è stata resa disponibile su Netflix, Wavve, TVING, Naver Series On, Seezn e IPTV il 5 febbraio 2021.
Anche la seconda stagione della serie ha raggiunto risultati sorprendenti, non solo scalando le posizioni più alte nella classifica generale in tempo reale, ma ha anche guadagnandosi il secondo posto nella classifica mensile e il primo posto indiscusso nella categoria dei drama coreani su Rakuten TV.